# Lehôtka
Lehôtka (em húngaro: Gácsliget) é um município da Eslováquia, situado no distrito de Lučenec, na região de Banská Bystrica. Tem 8,27 km² de área e sua população em 2018 foi estimada em 351 habitantes.

## Demografia
| Ano:        | 1994 | 2004   | 2014    | 2024   |
| ----------- | ---- | ------ | ------- | ------ |
| Broj ljudi: | 302  | 314    | 350     | 359    |
| Razlika:    |      | +3,97% | +11,46% | +2,57% |

| Ano:               | 2023 | 2024   |
| ------------------ | ---- | ------ |
| Número de pessoas: | 365  | 359    |
| Diferença:         |      | -1,64% |